# HMS Warspite (1758)
HMS Warspite (Корабль Его Величества «Уорспайт») — 74-пушечный линейный корабль третьего ранга. Третий корабль Королевского флота, названный HMS Warspite. Шестой линейный корабль типа Dublin. Относился к так называемым «обычным 74-пушечным кораблям», нёс на верхней орудийной палубе 18-фунтовые пушки. Заложен 18 ноября 1755 года. Спущен на воду 8 апреля 1758 года на частной верфи Томаса Уэста в Дептфорде. Принял участие во многих морских сражениях периода Семилетней войны, в том числе в Бою у Лагуша и Сражении в бухте Киберон.

## Служба
В апреле 1759 года Warspite, под командованием капитана Джона Бентли, вошел в состав эскадры адмирала Эдварда Боскауэна, направленной в Средиземное море для усиления средиземноморского флота. Британская эскадра блокировала Тулон, где находилась французская эскадра адмирала Де-ля-Клю, которая должна была принять участие в планирующемся нападении французов на Англию. После того как британцы отправились в Гибралтар для ремонта и пополнения запасов, эскадра Де-ля-Клю из 12 линейных кораблей вышла в море и двунулась в сторону Кадиса. Однако его отплытие не прошло незамеченным, и вечером 17 августа британская эскадра устремилась в погоню.
В ночь на 18 августа эскадра Де-ля-Клю разделилась, пять кораблей продолжили путь к Кадису, а семь, в том числе и флагман адмирала, повернули в сторону мыса Сент-Винсент. Британская эскадра настигла французов в заливе у города Лагуш, и те были вынуждены дать бой. Сражение, позже названное Бой у Лагуша, завершилось британской победой — два французских корабля (в том числе и флагман Де-ля-Клю) были вынуждены выброситься на берег, после чего они были уничтожены британцами. Еще три корабля были захвачены. Warspite принял активное участие в сражении, вступив в бой одним из первых. Он атаковал французский 74-пушечный корабль Temeraire и вынудил его сдаться. За это капитану корабля, Джону Бентли, позже был пожалован рыцарский титул.
20 ноября 1759 года Warspite, под командованием всё того же капитана Джона Бентли, принял участие в Сражении в бухте Киберон, в котором британская эскадра адмирала Хоука одержала победу над французской эскадрой маршала де Конфлана. В ходе первой части боя французы потеряли 2 корабля потопленными и 2 захваченными, и укрылись в заливе у полуострова Киберон. Адмирал Хок, развивая успех, вошел в бухту, потеряв при этом 2 корабля на отмели острова Ле Фоур, и атаковал укрывшийся там французский флот. В ходе второй части боя французский флот был рассеян, еще три корабля потеряно, в том числе на мелях, один захваченный сел на мель и был сожжен. Warspite, совместно с еще двумя британскими кораблями, вступил в бой с французским 74-пушечным кораблем Héros, который вскоре сел на мель и сдался, после чего был сожжен.
После подписания Парижского мирного договора Warspite вернулся в Англию, где 5 мая 1763 года был отправлен в резерв. Он оставался в резерве больше десяти лет, а в 1775 году, когда началась Война за независимость США, был переоборудован в госпитальное судно.
С 1778 года Warspite был переведен на рейдовую службу. В 1800 году он был переименован в Arundel. Он оставался в строю до 1802 года, после чего был отправлен на слом и разобран.